# Amstel Gold Race 1985
L'Amstel Gold Race 1985, ventesima edizione della corsa, si svolse il 27 aprile 1985 su un percorso di 242 km da Heerlen a Meerssen. Fu vinta dall'olandese Gerrie Knetemann, che terminò in 6h 27' 45".

## Ordine d'arrivo (Top 10)
| Pos. | Corridore          | Squadra       | Tempo    |
| ---- | ------------------ | ------------- | -------- |
| 1    | Gerrie Knetemann   | Skil-Sem      | 6h27'45" |
| 2    | Jozef Lieckens     | Lotto-Merckx  | a 32"    |
| 3    | Johnny Broers      | Skala-Gazelle | s.t.     |
| 4    | Patrick Versluys   | Hitachi       | a 59"    |
| 5    | Phil Anderson      | Panasonic     | a 1'22"  |
| 6    | Nico Verhoeven     | Skala-Gazelle | s.t.     |
| 7    | Ludo Peeters       | Kwantum       | s.t.     |
| 8    | Claude Criquielion | Hitachi       | a 2'46"  |
| 9    | Johan Lammerts     | Panasonic     | s.t.     |
| 10   | Marc Sergeant      | Lotto-Merckx  | a 4'04   |